# Заворотин, Евгений Феофанович
Евге́ний Феофа́нович Заворо́тин (род. 1955) — российский ученый в сфере трансформации земельных отношений, управления земельными ресурсами, землепользования, развития земельного рынка в сельском хозяйстве, доктор экономических наук (2001), профессор (2007), член-корреспондент РАН (2016), заслуженный деятель науки РФ (2022).

## Биография
Родился 23 февраля 1955 года в селе Малый Мелик Калининского района Саратовской области.
Трудовую деятельность начал в качестве разнорабочего в 1973 году.
В 1978 году окончил Саратовский сельскохозяйственный институт по специальности «агрономия», получил квалификацию ученого агронома, там же учился в очной аспирантуре и работал младшим научным сотрудником.
Работает в Поволжском научно-исследовательском институте экономики и организации агропромышленного комплекса: с 1984 года — старшим научным сотрудником, с 1993 года — ведущим научным сотрудником, с 1996 года — руководителем сектора и отдела, с 2001 года — заместителем директора по научной работе, с 2015 года — временно исполняющим обязанности директора, с 2019 года — заместителем директора по научной работе.
В 1987 году ему присуждена ученая степень кандидата сельскохозяйственных наук, в 2001 году — ученая степень доктора экономических наук, в 1994 году присвоено ученое звание старшего научного сотрудника по специальности «экономика, планирование, организация управления народным хозяйством и его отраслями (сельское хозяйство)», в 2007 году — ученое звание профессора по специальности «экономика и управление народным хозяйством».
28 октября 2016 года избран членом-корреспондентом Российской академии наук.
Указом Президента Российской Федерации № 337 от 2 июня 2022 года присвоено почетное звание «Заслуженный деятель науки Российской Федерации».

## Награды
Награждён почетными грамотами Российской академии сельскохозяйственных наук, губернатора Саратовской области, Министерства сельского хозяйства Саратовской области, грамотой ассоциации «Аграрное образование и наука», имеет благодарственные письма губернатора Саратовской области, Саратовской областной думы, ассоциации «Аграрное образование и наука», благодарность ФГОУ ВПО «Саратовский ГАУ» за поддержку молодёжного движения в аграрной науке, медали «Лауреат ВВЦ», Всероссийской агропромышленной выставки «Золотая осень» и др.

## Научные труды
Автор более 200 научных трудов. Основные:
- Заворотин Е. Ф. Организационно-экономические основы развития земельных отношений в сельском хозяйстве Поволжья. — Саратов: Изд-во «Эмос», 2000. — 268 с.
- Заворотин Е. Ф. Регулирование земельных отношений: теория, методология, практика. — Саратов: Издательский центр «Наука», 2006. — 215 с.
- Заворотин Е. Ф. Диалектика развития земельных отношений в сельском хозяйстве. — Саратов: Издательский центр «Наука», 2009. — 289 с.
- Заворотин Е. Ф. Организационно-экономический механизм развития системы земельных отношений в сельском хозяйстве. — Саратов: Издательский центр «Наука», 2011. — 400 с.
- Заворотин Е. Ф. Развитие земельных отношений в аграрном секторе экономики: монография. — Саратов: Издательство «Саратовский источник», 2014. — 367 с.
- Заворотин Е. Ф. Трансформация земельных отношений в сельском хозяйстве. — Саратов: Издательство «Саратовский источник», 2021. — 137 с.
- Заворотин Е. Ф. Модели и механизмы управления земельными ресурсами в сельском хозяйстве. — Саратов: Издательство «Саратовский источник», 2022. — 178 с.
- Zavorotin E., Gordopolova A., Tiurina N., Iurkova M. Land relations: features of transformation in modern // Economic Annals-XXI = Економiчний часопис-XXI. — 2017. — № 163 (1-2 (1)). — Р. 56-59. Retrived from: http://doi.org/10.21003/ea.V163-12.
- Zavorotin E., Gordopolova A., Tiurina N. Method of introducing innovation to land use in agriculture // Baltic Journal of Economic Studies. — 2018. — Vol. 4. № 3. — Р. 74-79. Retrived from: https://doi.org/10.30525/2256-0742/2018-4-3-74-79.
- Zavorotin E., Iurkova M., Serdobintsev D., Lihovtsova Е., Voloshuk L. Perfecting the Cluster Development in the Regional Dairy Products Subcomplex of the Russian Agro-Industrial Complex // Journal of Environmental Management and Tourism, (Volume IX, Fall). — 2018. — № 5(29). — Р. 947—954. DOI: https://doi.org/10.14505//jemt.v9.5(29).06.
- Zavorotin E.F., Gordopolova A.A., Tiurina N.S., Pototskaya L.N. Differentiation of rent for agricultural-purpose land // Scientific Papers Series Management, Economic Engineering in Agriculture and Rural Development. — 2019. — Vol. 19. № 3. — P. 691—698.
- Gordopolova A., Zavorotin E., Tiurina N. Economic efficiency of applying measures for reduction of soil depletion in Russian agricultural land use // Scientific Papers. Series E. Land Reclamation, Earth Observation & Surveying, Environmental Engineering. — 2021. — Vol. X. — Р. 221—228.
- Tiurina N., Zavorotin E., Gordopolova A. Mechanism of transformation of land relations in the agricultural sector of Russia // Scientific Papers. Series E. Land Reclamation, Earth Observation & Surveying, Environmental Engineering. — 2021. — Vol. X. — Р. 278—286.
- Zavorotin E., Gordopolova A., Tiurina N. The method ensuring support of demand for agricultural-purpose land // Scientific Papers. Series E. Land Reclamation, Earth Observation & Surveying, Environmental Engineering. — 2021. — Vol. X. — Р. 287—292.
- Gordopolova A., Zavorotin E., Tiurina N. Formation and development of an economic mechanism for managing land resources in the context of digitalization of agriculture // Scientific Papers Series Management, Economic Engineering in Agriculture and Rural Development. — 2022. — Vol. 22, Issue 2. — P. 369—380.
- Tiurina N., Zavorotin E., Gordopolova A., Evsyukova L. The concept of the mechanism for the consolidation of agricultural land // Scientific Papers Series Management, Economic Engineering in Agriculture and Rural Development. — 2022. — Vol. 22, Issue 2. — P. 711—718.
- Zavorotin E., Gordopolova A., Tiurina N. Improving the organizational mechanism of land management in agriculture // Scientific Papers Series Management, Economic Engineering in Agriculture and Rural Development. — 2022. — Vol. 22, Issue 2. — P. 801—806.
- Заворотин Е. Ф., Гордополова А. А., Тюрина Н. С. Институциональные модели развития системы земельных отношений в сельском хозяйстве // АПК: экономика, управление. — 2021. — № 3. — С. 36-46. DOI: 10.33305/213-36[2].
- Заворотин Е. Ф., Гордополова А. А., Тюрина Н. С. Функциональная модель системы земельных отношений в сельском хозяйстве // АПК: экономика, управление. — 2022. — № 3. — С. 60-68. DOI 10.33305/223-60[3].
- Заворотин Е. Ф., Гордополова А. А., Тюрина Н. С. Модель регулирования институционального механизма реализации интересов при купле-продаже, аренде, залоге земель сельскохозяйственного назначения // АПК: экономика, управление. — 2023. — № 2. — С. 31-38. DOI: 10.33305/232-31[4].
- Количественная оценка экономической ценности земель сельскохозяйственного назначения / Е. Ф. Заворотин, А. А. Гордополова, Н. С. Тюрина // Свидетельство о регистрации базы данных № 2020620511, 18.03.2020[5].
- Инструментарий для оценки эффективности использования земель из состава сельскохозяйственных угодий в Саратовской области / Е. Ф. Заворотин, Н. С. Тюрина, А. А. Гордополова // Свидетельство о регистрации базы данных № 2021620224, 05.02.2021[6].
- Аналитическая информация о рынке земель сельскохозяйственного назначения в Саратовской области / Е. Ф. Заворотин, Н. С. Тюрина, А. А. Гордополова // Свидетельство о регистрации базы данных № 2021620315, 20.02.2021[7].
- Реляционная модель консолидации земель сельскохозяйственного назначения в зарубежных странах / Е. Ф. Заворотин, Н. С. Тюрина, А. А. Гордополова, Л. Ю. Евсюкова // Свидетельство о государственной регистрации базы данных № 2022621134, 19.05.2022[8].
- Аналитическая информация о производстве продукции растениеводства крупными земельными владельцами в Саратовской области / Е. Ф. Заворотин, А. А. Гордополова, Н. С. Тюрина, Л. Ю. Евсюкова // Свидетельство о государственной регистрации базы данных № 2023620933, 20.03.2023[9].